# Jerzy Dzięcioł
Jerzy Jan Dzięcioł (ur. 1 września 1911 w Warszawie, zm. 28 sierpnia 2004 w Delcie) – polski, wioślarz olimpijczyk z 1936.

## Życiorys
Urodził się 1 września 1911 w Warszawie. Był synem Stefana i Marii Sadowskiej. Z zawodu był inżynierem budownictwa. Karierę żeglarską rozpoczął w klubie „Wisła” Warszawa. Od 1935 reprezentował barwy oficerskiego Yacht Klubu RP. Pierwsze sukcesy sportowe odniósł w 1931 w klasie V. W 1934 odniósł zwycięstwo w regatach Warszawa-Modlin w klasie V. W 1936 razem z Leonem Jenszem zdobył kwalifikację olimpijską. Na igrzyskach olimpijskich w Berlinie zastępując Leona Jensza zajął dwukrotnie 20. miejsce. W latach 1937–1938 był wicemistrzem Polski w olimpijskiej klasie jednoosobowej. Podczas II wojny światowej był żołnierzem Polskich Sił Zbrojnych na Zachodzie. Współpracował z wywiadem w Londynie na Bliskim Wschodzie i Bałkanach. Po wojnie wyjechał do Kanady. Osiedlił się w Kolumbii Brytyjskiej. Projektował drogi mosty osiedla mieszkaniowe porty lotnicze. Zmarł 28 sierpnia 2004 w kanadyjskiej miejscowości Delta.